# لیندسفارن (مونتانا)
لیندسفارن (به انگلیسی: Lindisfarne) شهری در ایالت مونتانا کشور ایالات متحده آمریکا است که جمعیت آن در سرشماری سال ۲۰۱۰ میلادی، ۲۸۴ نفر بوده‌است.